# Gallardoa fischeri
Gallardoa fischeri là một loài thực vật có hoa trong họ Malpighiaceae. Loài này được Hicken mô tả khoa học đầu tiên năm 1916.